# Teodora (film 1954)
Teodora, anche noto come Teodora, imperatrice di Bisanzio, è un film del 1954, diretto da Riccardo Freda, qui al suo primo film girato a colori.

## Trama
L'imperatore Giustiniano I è succube dei patrizi; mentre si aggira in incognito tra la folla di un quartiere povero di Bisanzio incontra la danzatrice Teodora, che si guadagna da vivere con piccoli furti. Giustiniano si innamora della donna e la sposa Teodora mostrerà straordinarie qualità politiche, arrivando a salvare il trono e a ispirare una profonda riforma dello stato.

## Produzione
In principio i produttori erano orientati a trasporre la storia di Procopio o quella del drammaturgo francese Victorien Sardou. Alla fine si arrivò a un compromesso intrecciando vari episodi dei primi due soggetti giungendo al racconto dell'imperatrice bizantina Teodora, sebbene alterandone la verità storica e snaturando vari personaggi.
Il set del Palazzo Imperiale venne costruito in un edificio di 170 metri di lunghezza nel palazzo delle Corporazioni, all'EUR. Un'area di oltre 7.000 metri quadrati venne utilizzate per l'ambientazione del circo. Qui, inoltre, gli architetti e gli scenografi Antonio Valente e Filiberto Sbardella utilizzarono più di mille metri cubi di marmo, travertino bardiglio e porfido col quale costruirono due ali di gradinate di 8 ordini, lunghe ciascuna 120 metri, e pianificando il terreno con 25.000 metri cubi di terra. Ci si avvalse infine di quasi cinquemila comparse.

## Accoglienza
(Leo Pestelli su La Stampa del 18 novembre 1954)
Il New York Times dopo la distribuzione del film nelle sale statunitensi scrisse: "Cecil B. DeMille, nostro più importante regista, dovrebbe imparare da Freda".